# Museo Chicote
El Museo Chicote, antes conocido como Bar Chicote o bar de Perico Chicote, es un local de la calle Gran Vía madrileña n.º 12, inaugurado en 1931 por Pedro Chicote, el barman del Hotel Ritz, como uno de los primeros locales de cóctel en la capital española. El Museo Chicote, como tal, nació en 1940, cuando Perico decidió mostrar al público su colección de casi diez mil botellas de diferentes bebidas almacenadas en un sótano contiguo, cifra que según algunas fuentes alcanzó los 20 000 ejemplares, considerándose entonces la mejor del mundo en su modalidad, hasta el punto de que Aristóteles Onassis le ofreció al barman treinta millones de pesetas por ella.

## Historia
El Bar Chicote se instaló en el edificio construido en 1914 por Eduardo Reynals a partir del diseño del arquitecto Luis Gutiérrez Soto.
A lo largo de su historia y ya desde sus comienzos, el establecimiento de Chicote ha convocado a los personajes famosos de cada época. A su barra se han acodado personajes de sangre azul como Rainiero de Mónaco o la Princesa Soraya, políticos de todas las tendencias (José Antonio Primo de Rivera y Pasionaria entre ellos), escritores (con Ernest Hemingway y José Ortega y Gasset, a la cabeza de una lista interminable), o estrellas de cine clásico (Frank Sinatra, Grace Kelly, Ava Gardner, Rita Hayworth, Sophia Loren, Gregory Peck) y deportistas míticos como Alfredo Di Stéfano o Puskas. Más tarde también fue uno de los puntos de reunión de los consagrados de la llamada Movida madrileña, al tiempo que en 1982, el alcalde de Madrid Enrique Tierno Galván inauguraba un nuevo y efímero Museo Chicote en el paseo de Recoletos n.º 41. que pocos años después se volatilizó. En 2004 recibió un premio denominado MTV-Campari Recommends al mejor bar de Europa. El bar Chicote quedó inmortalizado por la canción «Madrid» del músico poeta mexicano Agustín Lara que dice: «En Chicote un agasajo postinero con la crema de la intelectualidad».
La colección del museo comenzó al parecer con una botella de cachaça, regalo del embajador de Brasil durante una fiesta cuando trabajaba Chicote aún en el Hotel Ritz. Con la muerte de Chicote en 1977, el tesoro del coctelero pasó por varias manos hasta acabar en las del empresario José María Ruiz-Mateos. Tras la expropiación del holding Rumasa, la colección salió a subasta, siendo adquirida por un particular en 1983 «a un buen precio». Durante unos años el tesoro de Chicote se dio por desaparecido hasta que apareció en una nave de la localidad madrileña de Las Rozas de Madrid. El Museo Chicote del siglo XXI es un complejo multi-bar adaptado a los tiempos y las circunstancias. Un local con un variado programa musical, heredero de un bar con puerta giratoria en «el que nunca sonó la música», pues «las charlas y risas de los mitos compusieron la banda sonora».

## En la cultura popular
El bar es mencionado en la letra de la canción «Madrid», de Agustín Lara. También aparece mencionado en dos temas de Joaquín Sabina: «De purísima y oro», incluido en su disco 19 días y 500 noches, y «Adivina, adivinanza», incluido en La mandrágora.  Figura, además,  en el cuento "La denuncia" de Ernest Heminway.